# ولاية سمائل
ولاية سمائل ولاية عمانية ومن ولايات محافظة الداخلية (سلطنة عمان). تحيطها سلسلة من الجبال الشاهقة، ويلعب واديها المعروف بوادي سمائل دوراً كبيراً في انقسام جبال الحجر إلى سلسلتين أولهما: سلسلة جبال الحجر الغربي وعند قمتها الجبل الأخضر، وثانيهما: سلسلة جبال الحجر الشرقي وفي قمتها جبل سمان. تبعد عن العاصمة مسقط حوالي 40 كيلومترا. عدد سكانها أكثر من  40 ألف نسمة، ينتشرون في أكثر من 55 قرية وبلدة.

## تاريخ
تشتهر سمائل تاريخياً بأنها أول البلدان العربية التي يدخلها الإسلام الحنيف، على يد حامل مشعله الصحابي مازن بن غضوبة، وبنى مسجدًا
يعرف باسم «مسجد المضمار» وقد أسسه الصحابي في السنة التاسعة للهجرة النبوية.
وتعتبر سمائل موطناً لعدد كبير من الأئمة والعلماء والفقهاء الذين لعبوا دوراً بارزاً في بناء الحضارة الإسلامية وخدمة العقيدة السمحاء على مر العصور.
وتتمير سمائل بحصنها الضارب في القدم حتى أن أحداً لا يعرف من بناه إلا أن آخر من جدد بنائه كان الإمام ناصر بن مرشد اليعربي.
وإذا كانت سمائل تضم حوالي 115 قلعة وحصن وبرجاً، إلا أن أهمها جميعاً هو حصن سمائل، الكائن في إحدى المرتفعات الجبلية بوسط المدينة وقلعته الشهباء وبرجها المسمى «برج الدواء».
كما تضم أيضاً – من المعالم الأثرية – حوالي 300 مسجد أهمها مسجد الصحابي مازن بن غضوبة ومسجد «القبلتين» ومسجد «الفج».
وتعد الأفلاج والعيون والواحات الخضراء من المعالم السياحية البارزة في سمائل التي يصل عدد أفلاجها إلى حوالي 194 فلج، أشهرها فلج «السمدي»، وتشتهر سمائل بـ «سمائل الفيحاء» لكثرة واحاتها الخضراء وبساتينها والأشجار المتاخمة لها.

## بعض القرى في ولاية سمائل
- المدرة: بكسر الميم وفتح الراء وسكون الدال تعتبر المدرة مركز الولاية من حيث الخدمات والسلع وتتميز بأكثر قرية ذي كثافة سكانية.. يوجد بها سوق سمائل الجديد والمركز الصحي ومركز الشرطة وغيرها والعديد من المراكز التجارية والمشاريع الرائدة ، كما يوجد في المدرة جامع السلطان قابوس الذي تم بناؤه بعام ٢٠١٥ .يمر شارع سمائل الداخلي بالسوق المزدحم مما يسبب أزمة في السير وتعطيل لحركة المرور لأوقات قد تمتد إلى فترة طويلة وهذا منذ فترة طويلة وإلى 2015 على هذه الحال ... تساعد جهة الشرطة بالتعاون مع شركات المقاولات لتوفير معدات تساعد في تنظيم الحركة أوقات الأعياد (الفطر والاضحى).
- لزغ: تعتبر أيضاً أحد أهم القرى وأكبرها تضم العديد والكثير من التجمعات السكنية والمحال التجارية. كما يوجد بها سوق خاص لبيع الأسماك وضع خصيصاً للتجار.
- الخزان:(محلة العدل) تعتبر واحدة من أكبر المحلات في سمائل وهي تشمل 3 مساجد وما يقارب 200000[5] وهاذا فيديو لسمائل في قديم الزمان
- طوي النصف: تعتبر من المناطق الحديثه في ولايه سمائل منطقه علايه سمائل وهي الان من اكثر المناطق ازدحاماhttps://www.youtube.com/watch?v=BmhZN3u0TDo[6]